# 南京中国近代史遺址博物館

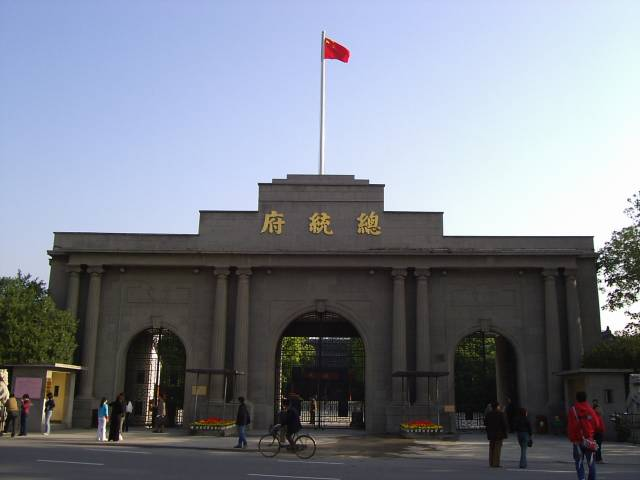
旧址正門
「総統府」の文字が掲げられている

南京中国近代史遺址博物館（ナンキンちゅうごくきんだいしいしはくぶつかん）は、中華人民共和国南京市玄武区にある史跡。太平天国の天王府および中華民国臨時政府の臨時大総統府、南京国民政府、中華民国総統府、中華人民共和国の江蘇省人民政府が置かれていた地である。同地には更に、明朝の帰徳侯府と漢王府、清朝の両江総督府および江寧織造署が置かれていた。現在の住所は、南京市玄武区長江路292号である。

## 歴史
1853年3月に太平天国の乱で洪秀全が南京を天京と改称し、天王府を置いた。清国軍により南京が陥落した後に曽国藩により天王府は焼き払われ、同治9年（1870年）に再び両江総督府が置かれた。林則徐・曽国藩・李鴻章・劉坤一・沈葆楨・左宗棠・張之洞・端方らは両江総督を務めている。

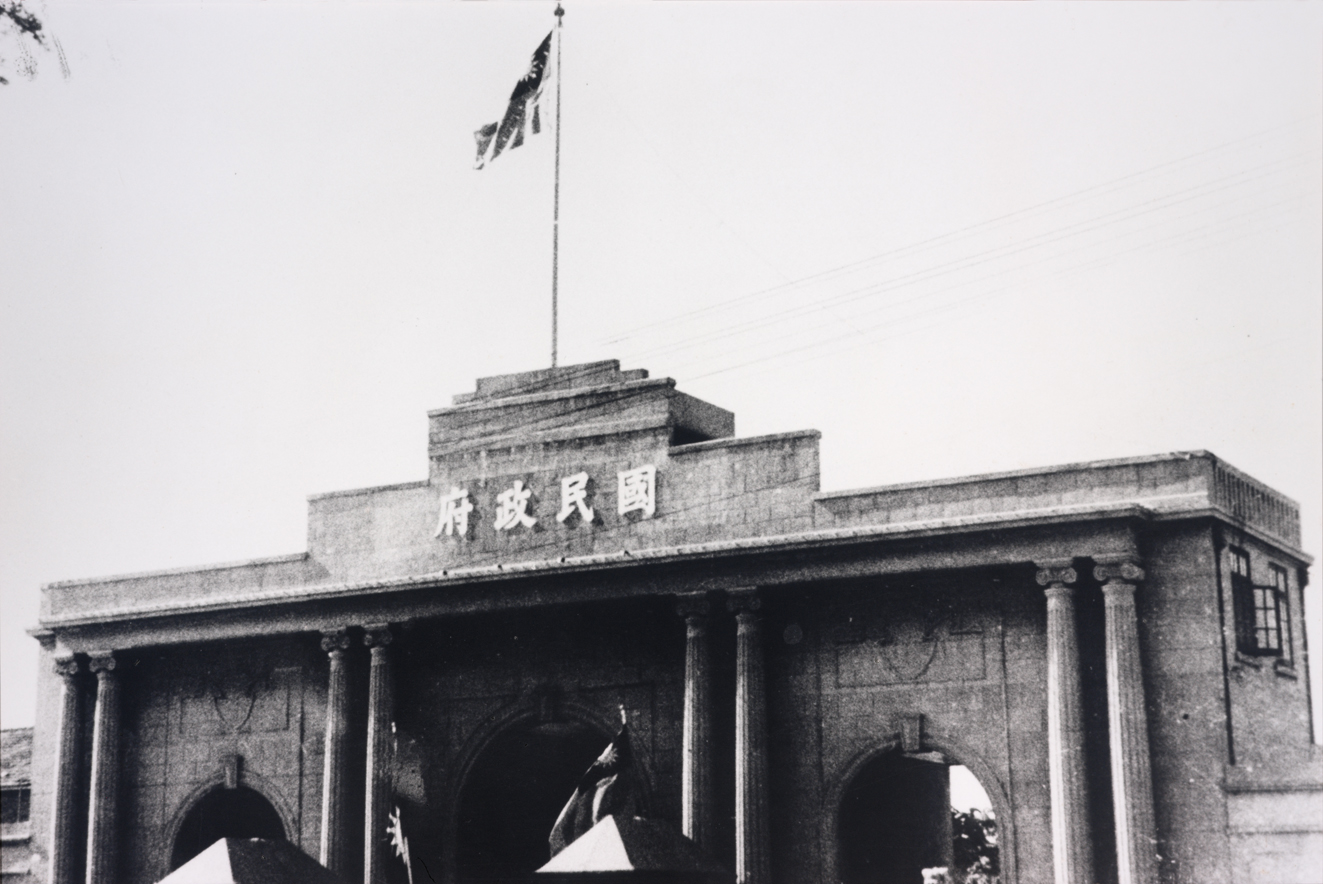
国民政府

1911年に辛亥革命が勃発して清朝が打倒され、1912年1月1日に孫文が中華民国臨時政府の臨時大総統に就任し、両江総督府から臨時大総統府に改称した。袁世凱の臨時大総統就任により、1912年4月に中華民国臨時政府は北京へ移り、1913年10月に袁世凱は正式に中華民国大総統に就任して北京政府が成立した。北京の中南海は大総統府となり、黄興により臨時大総統府は南京留守府に変わり、1913年の第二革命により袁世凱討伐軍の総司令部が置かれた。1913年から1927年の間には、江蘇都督府・江蘇督軍署・江蘇将軍府・江蘇督弁公署・副総統府などが置かれた。1927年に蔣介石により国民政府が南京に移転された。

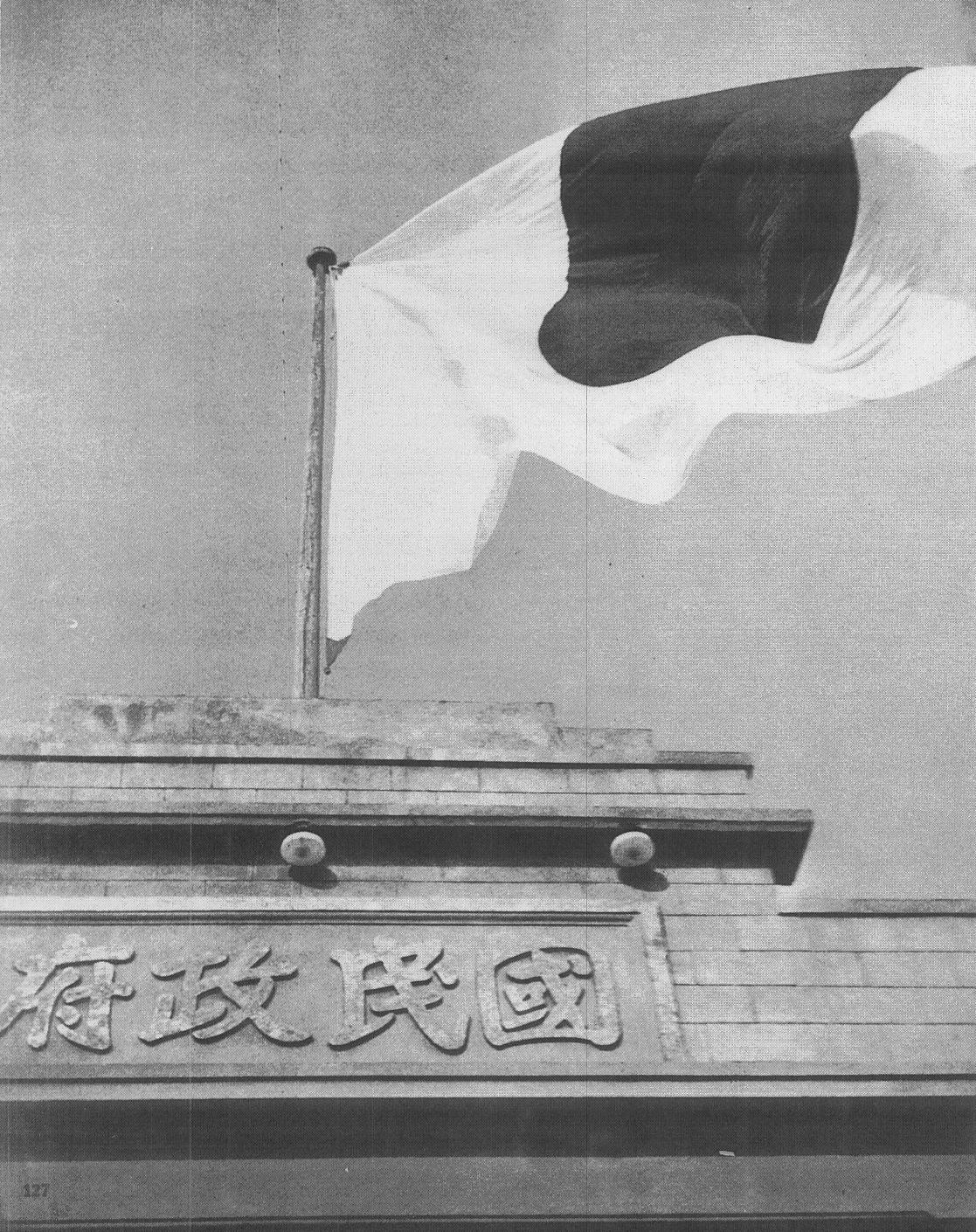
日本軍に占領される南京国民政府

日中戦争下の1937年12月、日本軍により南京が陥落すると、対日協力政府である中華民国維新政府（後の汪兆銘政権）が発足し、行政院・立法院・監察院・考試院・交通部・鉄道部・日本陸軍第16師団司令部などが置かれた。1945年に日本が連合国に対し降伏したことにより、汪兆銘政権も崩壊した。

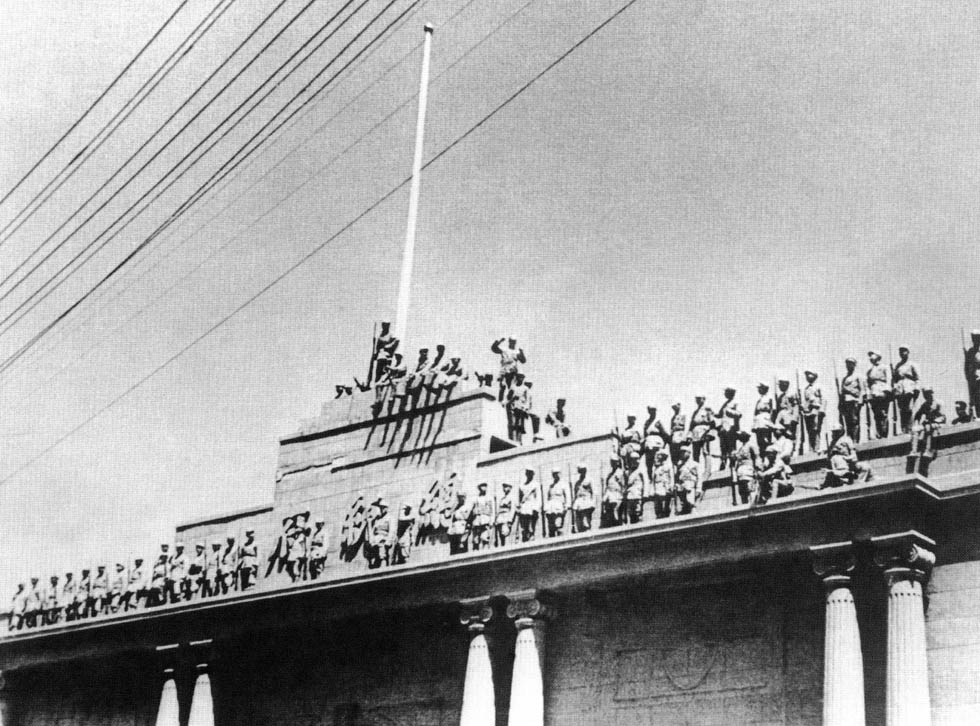
人民解放軍に占領される総統府

1946年5月に重慶に疎開していた国民政府が南京に戻り、社会部・地政部・水利部・僑務委員会・主計処・軍令部・総統府軍務局・首都衛戍総司令部などが置かれた。1948年5月20日に蔣介石が総統、李宗仁が副総統に就任してからは「総統府」に改称され、周鍾嶽が揮毫した。国共内戦勃発後の1949年4月23日に中国人民解放軍が南京を占領し、総統府も同月24日に人民解放軍によって占拠された。中国共産党による南京「解放」後も、総統府には中華人民共和国江蘇省人民政府が置かれたが、1980年代には他の場所に移た。

## 史跡として
1998年に総統府旧址に南京中国近代史遺址博物館の建設が計画され5年の歳月がかけられ、2003年に完成した。ホームページにて「南京中国近代史遺址博物館」が総統府の正式名称と確認できるが、入場券には「南京中国近代史遺址博物館」の文字は見当たらない。一般的な名称は「総統府」であり、最寄のバス停も「総統府」である。博物館の総面積は約9万平方メートルあり、東区・中区・西区の3つの見学区域に分けられ中区が蔣介石・李宗仁の執務室・文官長執務室・政務局がある弁公楼、中華民国に関する資料陳列館など、西区には孫文の臨時大総統弁公室・秘書処・総参謀本部・総統府図書館、南京に現存する2つの古典園林の一つ煦園など、東区には行政院・馬厩舎・防空壕、太平天国に関する資料陳列館がある。孫文の執務室等は見学者で混雑している。総統府図書館など一部区域は軍事管理区域になっており立ち入り禁止であり注意が必要である。南京城内では夫子廟と並ぶ主要観光地である。

## 入場料・開館時間
（2016年現在の情報）
40元*閉館1時間半前に入場券の販売終了
3月1日 - 10月15日 08:00～18:00
10月16日 - 11月15日 08:00～17:30
11月16日　-　2月末　08:00～17:00

## ギャラリー

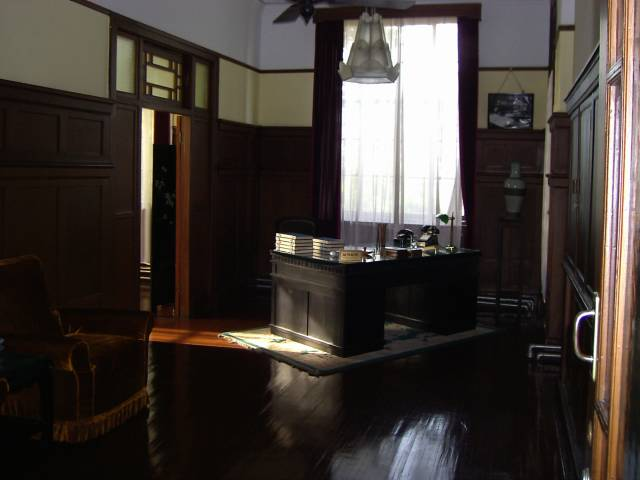
蔣介石の執務室
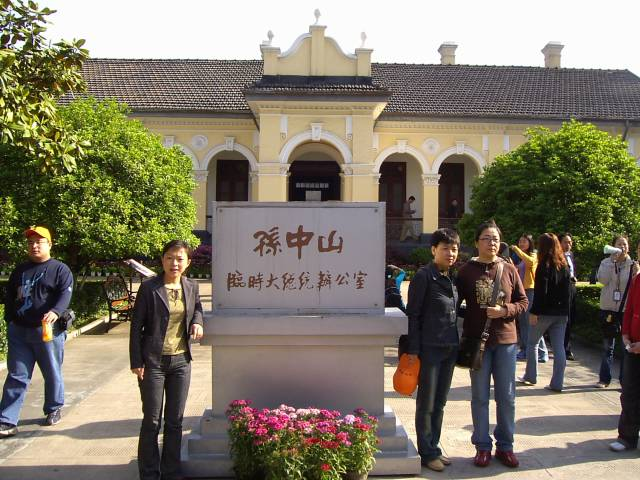
孫文の弁公室
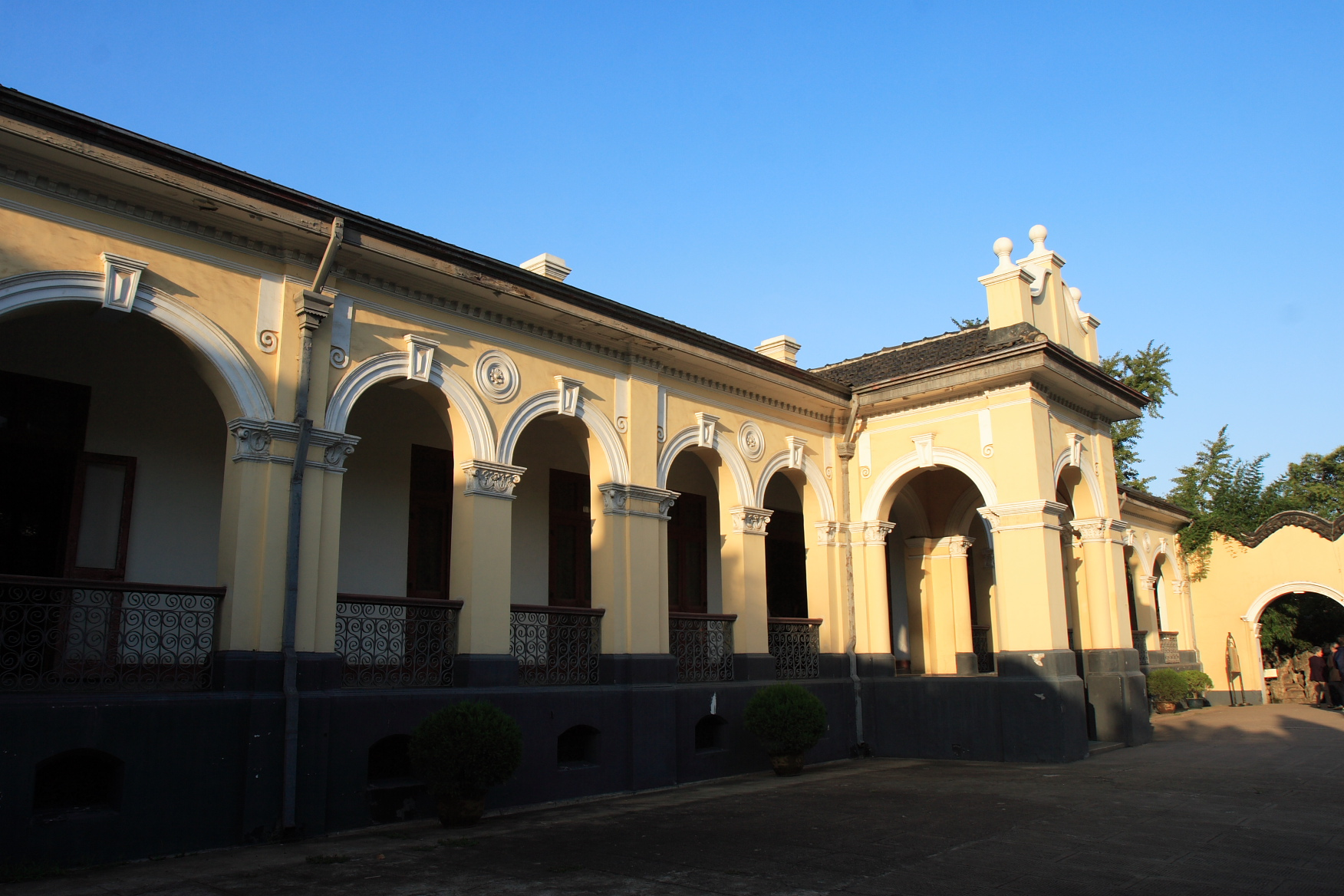
総統公邸だった西花庁
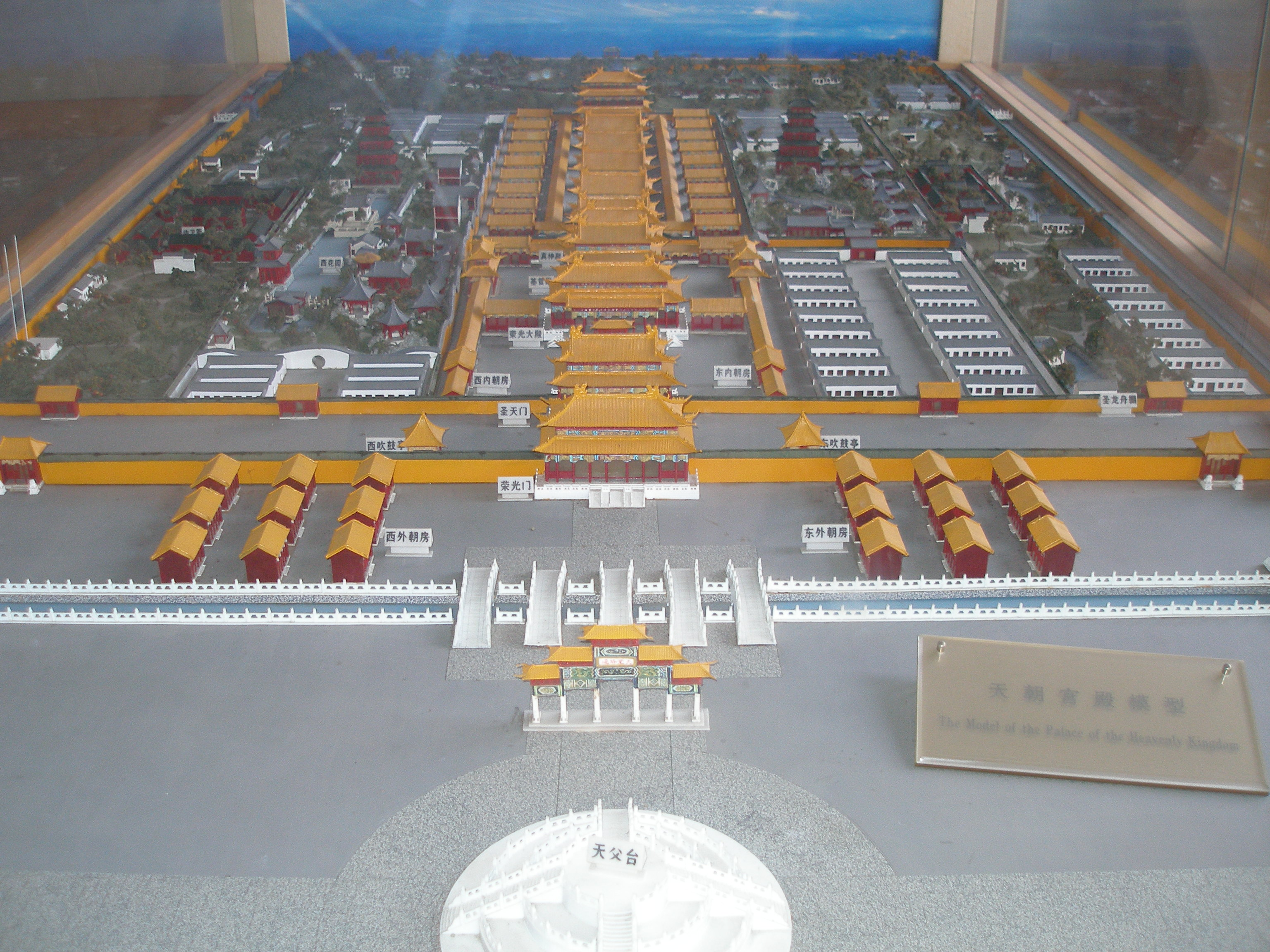
太平天国の天王府の立体模型
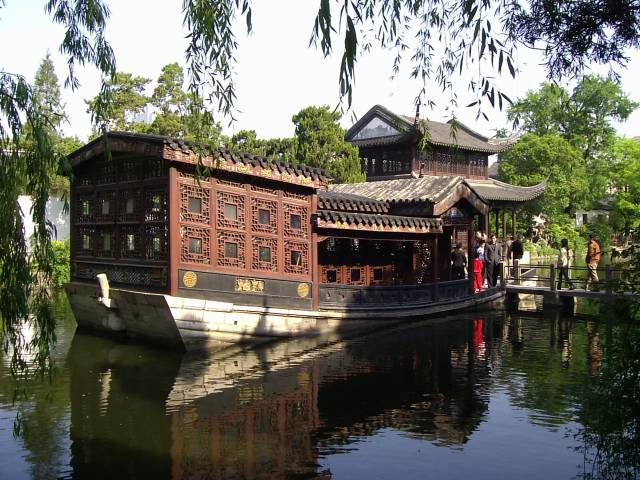
煦園